# Vilhena delicata
Vilhena delicata – gatunek kosarza z podrzędu Laniatores i rodziny Assamiidae. Jedyny znany przedstawiciel monotypowego rodzaju Vilhena.

## Występowanie
Gatunek występuje w Angoli.